# Moldaviens herrlandslag i fotboll

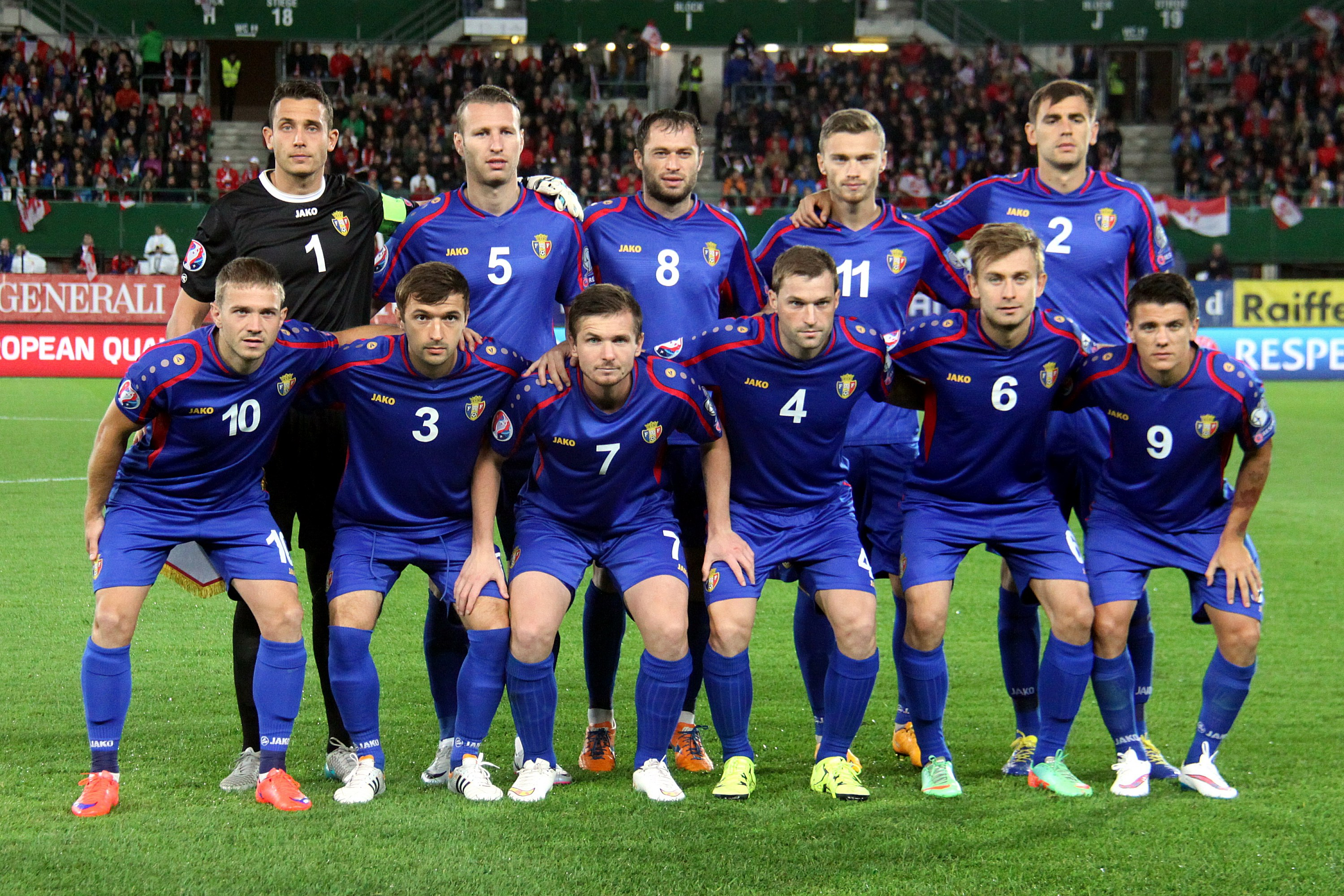
Moldaviens herrlandslag i fotboll (2015)

Moldaviens herrlandslag i fotboll bildades 1991 och blev medlem av Uefa samt Fifa. Före 1991 spelade moldaviska spelare i det sovjetiska landslaget. Första matchen spelades 2 juli 1991 mot Georgien hemma där man förlorade med 2–4. Mot Danmark 2021 noterade man sina största förlustsiffror med 0–8. Största vinsten kom 1992 mot Pakistan (5–0). Sedan självständigheten 1991 har Moldavien traditionellt varit bland UEFA:s svagare lag. Hittills har man varken lyckats ta sig till VM eller EM.

## EM-kval
Moldavien första kval spelades till EM 1996. Det gick måttligt bra för laget där man besegrade Wales hemma med 3–2 och Georgien dubbla gånger (3–2, 1–0), och slutade fyra före Wales och Albanien.
Under 2000 års kval mötte man Tyskland, Turkiet, Finland och Nordirland. Kvalet gick okej i sin helhet trots en sistaplats i gruppen efter fyra oavgjorda matcher (två mot Nordirland och en mot Finland och Turkiet vardera).
2004 års kval slutade man näst sist efter två hemmasegrar mot Vitryssland (som man slutade före) respektive Österrike. Nästa kval (till EM 2008) gick bra för Moldaviens del. Kvalet inkluderade en bortaseger mot Bosnien och Hercegovina med 1–0, en seger hemma mot Ungern med hela 3–0, samt 1–1 hemma mot Turkiet som skulle nå semifinal senare i EM. Moldavien slutade femma före Ungern och Malta i den gruppen.
2012 års kval gav inga stora framgångar, resultatmässigt var den 2-0-vinsten hemma mot Finland den största. Man tog även två segrar mot San Marino och förlorade hemma och borta med uddamålet mot Nederländerna. Moldavien lyckades inte i EM-kvalet 2016, och slutade sist med två poäng. En av poängen kom dock borta mot Ryssland. Man kom även sist i kvalspelet till EM 2020. Den enda poäng kom efter en vinst mot Andorra hemma. Andorra kom dessutom före Moldavien i tabellen med ett poäng.

## VM-kval
Moldavien har aldrig kvalat in till ett VM-slutspel.
Kvalet till VM 1998 slutade med åtta raka förluster. Även om man kom sist blev man det enda laget som gjorde mål mot Italien, i en 1-3-förlust hemma.
Försöket att spela till sig en plats i VM 2002 gick bättre. Man tog sina första poäng med en vinst med 2-0 mot Azerbajdzjan. Mot Makedonien spelade man oavgjort både hemma och borta, även borta mot Azerbajdzan spelade lagen oavgjort.
I kvalet till VM i Tyskland 2006 var de resultatmässigt bästa matcherna mot Vitryssland (2-0 hemma, 0-4 borta), Skottland (1-1 hemma 0-2 borta) och Norge (0-0 hemma och bara 0-1 borta). 
Sydafrika-VM stod också utan moldaviskt deltagande efter att laget slutat sist i gruppen, bakom Luxemburg. Man spelade 0-0 mot luxemburgarna, både hemma och borta. Mot Grekland spelade man oavgjort genom 1-1 hemma.
Trots att Moldavien i kvalet till VM 2014 tog tio poäng slutade man återigen näst sist i sin grupp.
Kvalet därpå blev en större besvikelse med blott två inspelade poäng, båda från oavgjorda matcher mot Georgien.

## Topp fem spelare med flest antal landskamper
Spelare i fet stil spelar fortfarande i landslaget. Källa: 
Senast uppdaterad 23 oktober 2022.
| Nr | Namn               | Landslagskarriär | Landskamper |
| -- | ------------------ | ---------------- | ----------- |
| 1  | Alexandru Epureanu | 2006–2021        | 100         |
| 2  | Igor Armaș         | 2008–            | 81          |
| 3  | Victor Golovatenco | 2004–2017        | 79          |
| 4  | Radu Rebeja        | 1991–2008        | 74          |
| 5  | Serghei Cleșcenco  | 1991–2006        | 69          |